# 日瓦內茨
48°33′0″N 26°29′15″E / 48.55000°N 26.48750°E

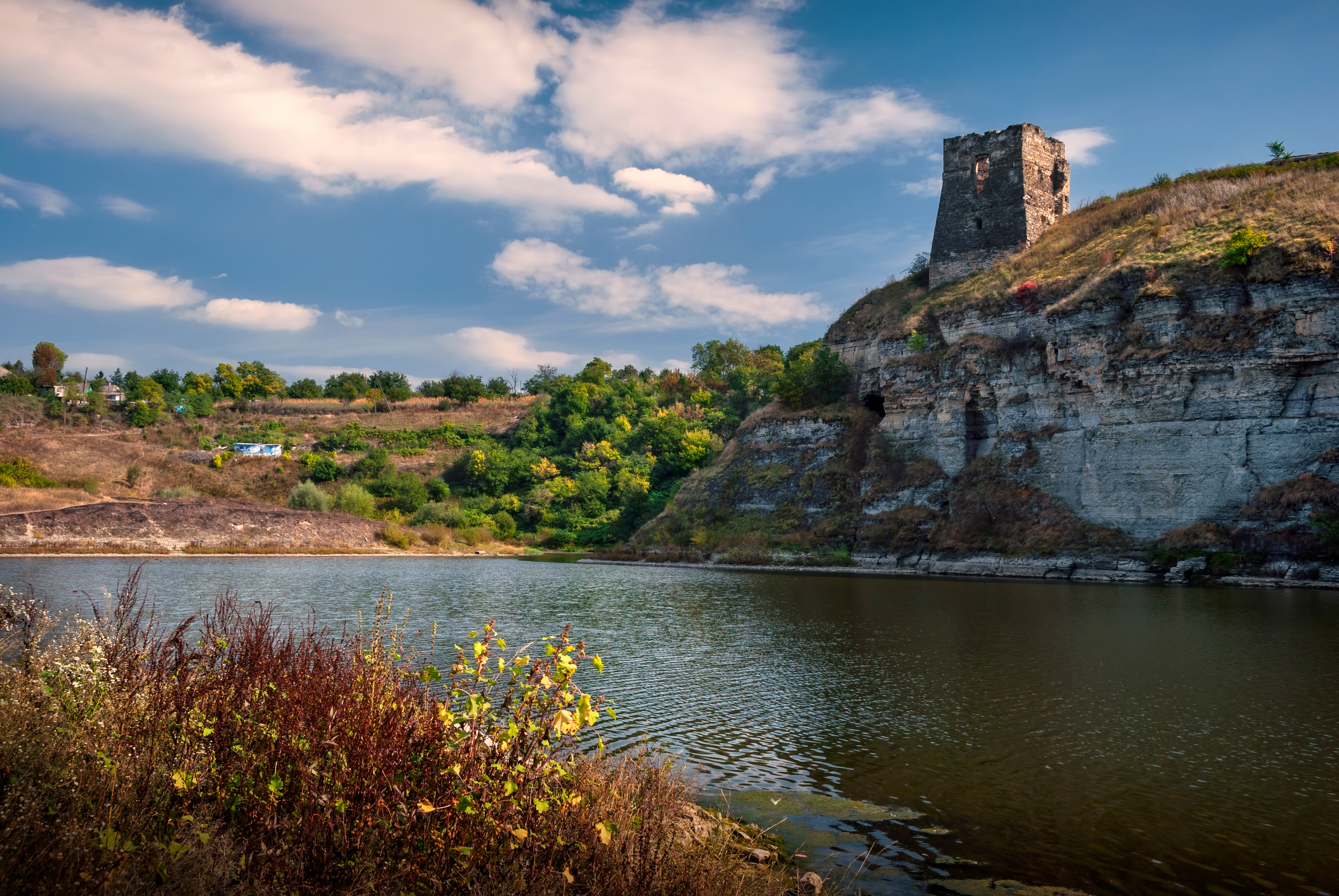
城堡

日瓦内茨（羅馬化：Zhvanets）是烏克蘭西部赫梅利尼茨基州卡緬涅茨-波多利斯基區日瓦内茨市镇内的村落及其行政中心。處於日萬奇克河畔，始建於1431年，面積3平方公里。